# Navadni trdoglavec
Navadni trdoglavec (znanstveno ime Anobium punctatum) je vrsta hrošča iz družine trdoglavcev, eden najpogostejših lesnih škodljivcev v človeških bivališčih.

## Opis in biologija
Odrasli hroščki so temno rjave barve in merijo v dolžino med 2,7 in 4,5 mm. Zanje je značilno, da širok protoraks kot kapuca prekirva glavo.
Odrasli hrošči se ne hranijo ampak se samo razmnožujejo. Pred parjenjem trdoglavci oddajajo značilen zvok, tako da z vratnim ščitom tolčejo v rovu, s čimer privabljajo spolne partnerje. Samica odloži jajčeca v špranje v lesu ali v stare izletne odprtine. Po treh tednih se iz jajčec izležejo okoli 1 mm dolge, smetanastobele ličinke, ki imajo obliko črke C. Ličinke se prehranjujejo s celulozo in med hranjenjem v les vrtajo rove. Po treh do štirih letih dosežejo dolžino do 7 mm, nato pa se tik pod površjem lesa zabubijo. Po osmih tednih se mladi hrošči prebijejo na površje in pri tem naredijo okrogle izletne odprtine s premerom med 1 in 1,5 mm. 

## Škodljivec
Navadni trdoglavec napada obdelani les iglavcev in listavcev. Napadu je bolj izpostavljen vlažen les v vlažnih prostorih. Preventivni ukrepi so tako vzdrževanje zračne vlage v prostoru pod 60 odstotki, les pa mora vsebovati manj kot 16 odstotkov vlage. Dokazano je, da škodljivec ne more uspevati v lesu z manj kot 12 odstotkov vlage. Prav tako je dokazano, da napada le beljavo lesa, v črnjavi pa je premalo hranilnih snovi, da bi ličinke navadnega trdoglavca lahko preživele. 
Sveže izletne luknje se najlažje identificira po kupčkih lesnega prahu pod luknjo, pomembno pa je vedeti, da se okuženost lesa lahko odkrije šele po 3 do 4 letih, saj je tako dolg življenjski cikel ličinke. Za zatiranje navadnega trdoglavca se uporabljajo insekticidi (npr. permetrin), s katerimi je potrebno les zapliniti, eden od pomembnih dodatnih ukrepov za omejevanje škode pa je menjava okuženega lesa. Insekticidi v obliki aerosolov so učinkoviti samo proti odraslim hroščem, ličinkam pa ne škodujejo, saj so pregloboko v lesu. Ličinke je možno uničiti tudi s segrevanjem okuženega lesa preko temperature 50 °C za dan ali dva ali zamrzovanjem.